# Alson Sherman
Alson Sherman (21 de Abril de 1811 – 27 de Setembro de 1903) serviu como Prefeito de Chicago, Illinois (1844-1845) pelo Partido Democrata Independente.
Filho de Nathanial Sherman e Deborah (Webster), Sherman nasceu no dia 21 de Abril de 1811 em Barre, Vermont.
Sherman criou a primeira serraria em Chicago e serviu como o primeiro homem de gelo da cidade. Nos três anos antes de ser eleito prefeito, Sherman serviu como chefe do corpo de bombeiros de Chicago. Em 1844, Sherman candidatou-se para prefeito de Chicago após uma eleição inicial ser invalidada com base em acusações de "processos ilegais e fraude". Candidatou-se como um candidato pelo Partido Democrata Independente contra o incumbente Democrata Augustus Garrett e contra o candidato do Partido da Liberdade Henry Smith, sendo eleito com pouco mais de 50% dos votos.

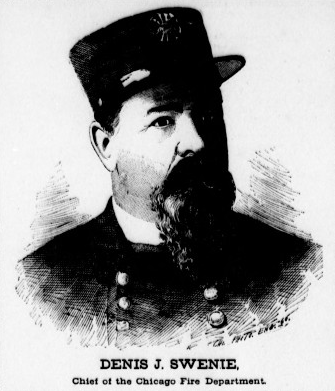
Denis J. Swenie

Como prefeito, ele supervisionou a compra do primeiro equipamento de combate a incêndio e nomeou Denis Swenie como chefe dos bombeiros. Em 1850, tornou-se um dos administradores originais da Universidade Northwestern. Mudou-se para Waukegan, Illinois em 1856. Na década de 1870, quando um canal sendo escavado em Lemont, Illinois revelou mármore de Atenas, Sherman foi fundamental no desenvolvimento da pedreira de mármore. Morreu em 1903 e foi sepultado no Cemitério Oakwood em Waukegan, Illinois.